# Curve (banda)
Curve fue una banda de rock alternativo y música electrónica fundada en Londres, Inglaterra en 1990. La banda estaba formada por Toni Halliday (voz, guitarra) y Dean Garcia (bajo, guitarra, batería, programación). La agrupación se separó en el año 2005, luego de lanzar al mercado cinco álbumes de estudio (Doppelgänger en 1992, Cuckoo en 1993, Come Clean en 1998, Gift en 2001 y The New Adventures of Curve en 2002), cinco discos recopilatorios (Pubic Fruit en 1992, Radio Sessions en 1993, Open Day at the Hate Fest en 2001, The Way of Curve en 2004 y Rare and Unreleased en 2010), además de algunos sencillos y EP.

## Músicos
- Toni Halliday – voz, guitarra
- Dean Garcia – bajo, guitarra, batería, programación

## Discografía
- 1992 - Doppelgänger
- 1993 - Cuckoo
- 1998 - Come Clean
- 2001 - Gift
- 2002 - The New Adventures of Curve